# Arbeitskurve

Die physiologische Arbeitskurve

Die Arbeitskurve („Kraepelinsche Arbeitskurve“) ist in der Arbeitsphysiologie eine Kurve, die den Verlauf der Arbeitsleistung einer Arbeitsperson während der Arbeitszeit beschreibt.

## Allgemeines
Die menschliche Arbeitsleistung bleibt im Zeitverlauf nicht konstant, sondern unterliegt mehr oder weniger großen Schwankungen. Diese können sich auf das Arbeitsvolumen und das Arbeitsergebnis (Produktqualität/Dienstleistungsqualität) auswirken. Den Arbeitskräften und Führungskräften muss deshalb die Existenz derartiger Leistungsschwankungen im Rahmen des Qualitätsmanagements und Zeitmanagements bewusst sein, damit sie Leistungshochs verstärkt ausnutzen und Leistungstiefs möglichst überbrückend ausgleichen können. Die der Arbeitskurve zugrunde liegenden Erkenntnisse gelten generell für die Arbeit auch im Privatleben des Menschen und können dann als Leistungskurve bezeichnet werden.
Die Arbeitskurve und Arbeitsleistung sind Erkenntnisobjekte insbesondere in der Arbeitsphysiologie, Arbeitspsychologie, Arbeitsmedizin, Sportmedizin und Betriebswirtschaftslehre.

## Geschichte
Der Psychiater Emil Kraepelin begann im Jahre 1890 mit Versuchen zur – wie er es nannte – „Hygiene der Arbeit“ und erforschte arbeitspsychologische Zusammenhänge von Ermüdung und Übung bei der Arbeit. Er erhoffte sich Aufschluss über die Beziehung zwischen Arbeitszeit und Arbeitsleistung und das Eintreten von Ermüdungserscheinungen, um hieraus arbeitshygienische Maßnahmen ableiten zu können. Seine Analysen des Arbeitsablaufs mit den Mitteln der modernen naturwissenschaftlichen Psychologie waren damals neu und erfolgversprechend. In einer Festschrift zum 70. Geburtstag seines Lehrers Wilhelm Wundt veröffentlichte Kraepelin im Jahre 1902 in seinem Aufsatz „Die Arbeitskurve“ eine m-förmig verlaufende Kurve, die die Leistungsschwankungen der Arbeitskraft innerhalb von 24 Stunden wiedergab. Der m-förmige Kurvenverlauf gab der Arbeitskurve auch den Namen „physiologische m-Kurve“. Kraepelins Mitarbeiter Otto Graf (1893–1973) erkannte, dass neben anderen Einflüssen auch die Circadiane Rhythmik (Leistungsschwankungen im Tagesverlauf) die physiologische Arbeitskurve beeinflusst. Er stellte im Jahre 1934 eine allgemeingültige „physiologische Arbeitskurve“ vor, die die „tagesperiodischen Schwankungen der Leistungsfähigkeit“ abbilden sollte. Graf spiegelte 1954 die Arbeitskurve und bezeichnete die Spiegelung als „Fehlerkurve“, weil die Leistungstiefs zu Fehlerhäufungen neigten.

## Einflussgrößen
Die geistige und körperliche Arbeitsleistung ist physiologisch ein Verbrauchsvorgang, der zunächst die Energievorräte der beteiligten Organe erschöpft, gleichzeitig aber auch den gesamten Organismus in Mitleidenschaft zieht; mit dem Energieverbrauch sinkt die Arbeitskurve. Wesentliche Einflussgrößen der Arbeitsleistung sind der Biorhythmus, Übung, eintretende menschliche Ermüdungs- und Erholungsphasen, Ablenkung und die Arbeitsbelastung am Arbeitsplatz. Übung sind physiologisch betrachtet alle Erleichterungen und dadurch mögliche Beschleunigungen eines Arbeitsvorganges, die sich durch die Wiederholung einer Tätigkeit einstellen. Die Ermüdung ist als Wesensbestandteil mit jeder Tätigkeit verbunden und wirkt auf die Arbeitsleistung hemmend ein. Übersteigt sie ein bestimmtes Niveau nicht, kann man fast ohne Ermüdungsempfindung arbeiten (englisch steady state). Die Erholung – nach Arbeitspausen – ist reversibel und lässt leistungsmindernde Veränderungen verschwinden.
Die Leistung der Arbeitskraft ist im Arbeitsprozess jedoch nicht nur allein von der physiologischen Leistungsbereitschaft und ihren Schwankungen abhängig, sondern auch wesentlich vom Leistungswillen und Arbeitsmotivation (positive Kriterien) und Arbeitsunlust, Konfliktsituationen, schlechten Arbeitsbedingungen (etwa hohe oder niedrige Temperaturen, geringe Luftqualität) im negativen Sinne. Bei Arbeitsbeginn nehmen die positiv wirkenden Aspekte zu und die negativen ab, am Ende der Arbeitszeit ist ein Anstieg der physiologischen Arbeitskurve im Sinne des Schlussantriebes zu beobachten, insbesondere am Freitag wegen des nahenden Wochenendes.
Die Leistungsdisposition – ihr entspricht der typische Verlauf der Arbeitskurve – ist am Vormittag und am Nachmittag günstigsten und ungünstig in der Nacht. Daran ändert auch das veränderte Schlafverhalten wegen Nachtarbeit nichts. Um Nachtarbeit trotz Leistungstief mit angemessener Arbeitsleistung zu ermöglichen, sind eine überdurchschnittliche externe Energiezufuhr und Arbeitspausen erforderlich. Die Phasen der ungünstigsten Leistungsdispositionen werden zudem durch erhöhten Einsatz des Leistungswillens ausgeglichen. Wechselnde Schichtarbeit oder auch ausschließlich Nachtarbeiten können den biologischen Verlauf der Arbeitskurve nicht verändern; es erfolgt lediglich eine Anpassung im Sinne einer Pseudogewöhnung, jedoch keine echte Gewöhnung und auch keine Umstellung.

## Kurvenverlauf
Die Arbeitskurve ist ein Koordinatensystem mit der Arbeitszeit als Abszisse und der Arbeitsleistung als Ordinate. Die schwankende Leistungsbereitschaft ist von den tageszeitlich unterschiedlichen vegetativen Funktionen des Organismus abhängig. So ermöglicht beispielsweise die Herz- und Kreislauffunktion – gemessen durch Pulsfrequenz und Blutdruck – in den Vormittags- und Nachmittagsstunden ein Leistungshoch, während sich die Kreislauffunktion nachts zwischen 02:00 Uhr und 04:00 Uhr mit ihrem Tiefpunkt, etwa gegen 03:00 Uhr, im Schongang befindet („physiologischer Kreislaufkollaps“).
Zwischen 09:00 Uhr und 11:00 Uhr gibt es bei den meisten Arbeitspersonen ein Leistungshoch (ansteigendes Denkvermögen, Kreativität und Konzentration), ab 10.00 Uhr kommt eine hohe Leistungsfähigkeit (Kurzzeitgedächtnis) hinzu, der Leistungshöhepunkt liegt gegen 11:00 Uhr. Das Leistungstief beginnt durch das zu verdauende Mittagessen zwischen 13:00 Uhr und 15:00 Uhr, gegen 16:00 Uhr beginnt ein kleiner ausfallendes Leistungshoch, zwischen 17:00 Uhr und 19:00 Uhr funktioniert das Langzeitgedächtnis gut, doch es tritt bereits Müdigkeit ein. Die Arbeitsleistung nimmt seitdem schnell ab, um nach Mitternacht ihren Tiefpunkt zu erreichen. Es verbleibt mithin für die tägliche Maximalleistung an einem Achtstundentag ein Zeitfenster von etwa 2 Stunden (25 % der gesamten Arbeitszeit).
Diese Tageskurve kann auch auf die gesamte Woche übertragen werden, hier liegt das Leistungshoch am Dienstagvormittag, das Leistungstief am Donnerstagnachmittag steigt für Freitag wieder wegen des Schlussantriebs geringfügig an. Nicht zufällig fallen viele Jour fixe auf einen Dienstagvormittag. Die Lernkurve entspricht genau dieser Arbeitskurve.

## Konsequenzen
Die Kenntnis dieser Leistungsschwankungen versetzt Arbeitspersonal in die Lage, hierauf zu reagieren, um diese Schwankungen möglichst zu nutzen. Auf diese Weise kann ein Leistungshoch für besonders komplizierte oder hohe Konzentration erfordernde Aufgaben genutzt werden (Analysen, komplizierte Ablauffolgen), während Leistungstiefs mit weniger schwierigen Tätigkeiten (Abheften) oder Arbeitspausen überbrückt werden können. Arbeitspausen setzen wiederum einen nachfolgenden Erholungsprozess in Gang. Die Kombination zwischen der Tages- und der Wochenkurve ergibt, dass am Dienstagvormittag möglichst effektive Besprechungen (Vorstandssitzungen) abgehalten werden sollten, während am Donnerstagnachmittag taktische Termine anberaumt sind, bei denen der Einladende die Eingeladenen wegen deren Ermüdung zur schnellen Zustimmung bewegen möchte.

## Kritik
Die generelle Anwendung dieser Leistungskurve ist im Alltag problematisch. Individuelle Unterschiede von Frühaufstehern und Nachtmenschen werden in ihr ebenso wenig berücksichtigt wie die aktuelle gesundheitliche Disposition. Zudem wird in der populärwissenschaftlichen Literatur oft übersehen, dass die Leistungskurven Durchschnittswerte und Verallgemeinerungen von Daten darstellen und deshalb der Mittelwert nicht auf jeden Menschen angewendet werden kann. Beispielsweise kritisiert der Mainzer Sportphysiologe Hans-Volkhart Ulmer die Methode, auf der die Leistungskurve beruht und bemängelt „die Langlebigkeit von Lehrmeinungen, wenn sie von Autoritäten verkündet werden“ und „den sorglosen Umgang mit Statistik und biologischen Streuungen“. Er spricht in diesem Zusammenhang von „Datentotschlag“.